# Bocchino (fumo)

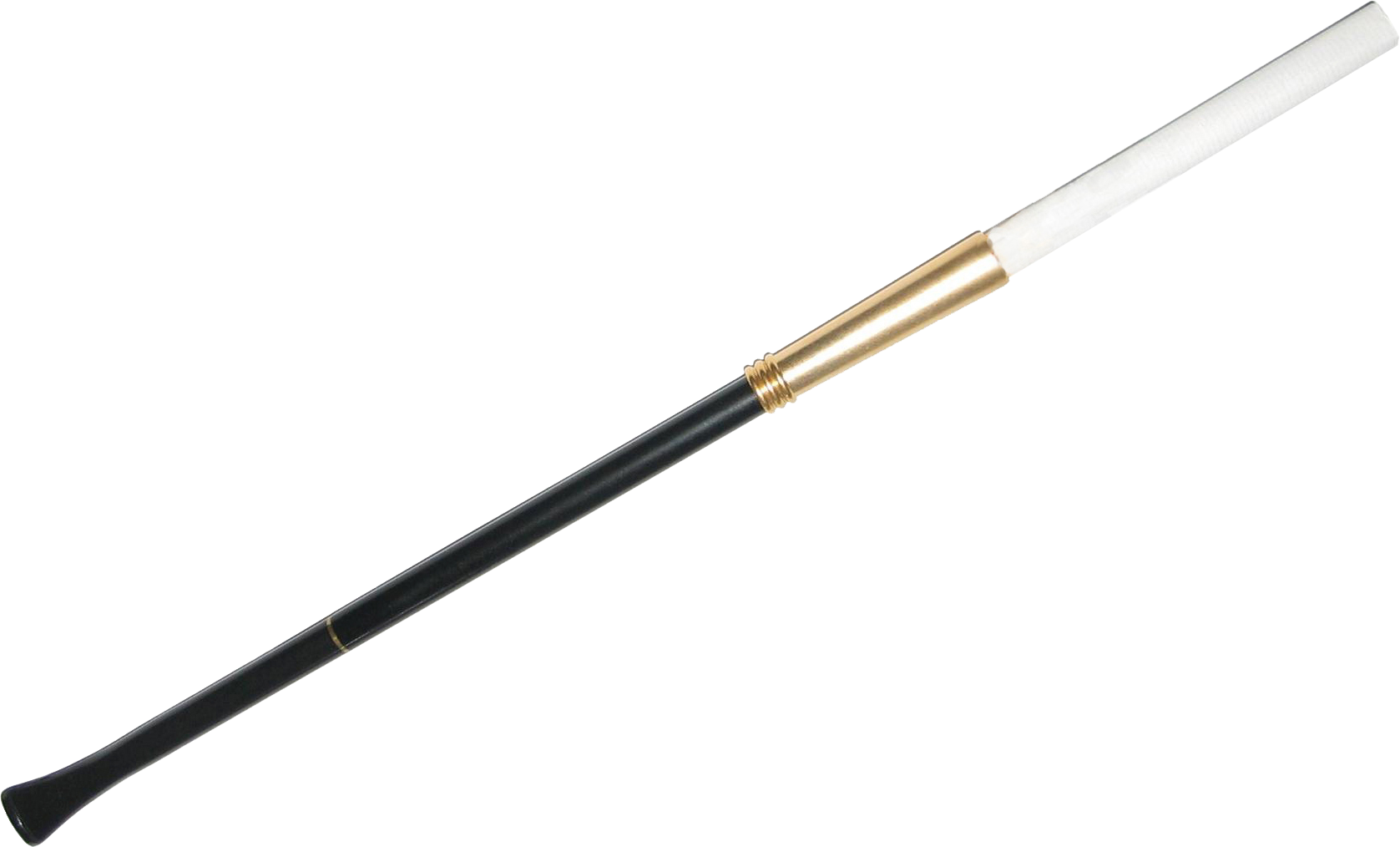
Un bocchino medio-lungo con sigaretta inserita

Il bocchino è un tubo in cui può essere inserita una sigaretta per fumare. Frequentemente sono realizzati in argento, giada o bachelite (popolare in passato, ma oggi completamente sostituita con la plastica). I bocchini erano un essenziale dettaglio di moda tra le signore dal 1910 al 1960 (specialmente negli anni venti e trenta) e sono ancora molto popolari in molti aspetti della moda giapponese. Possono essere lunghi da pochi centimetri fino a 25 centimetri o oltre. Prima dell'avvento delle sigarette con filtro avevano anche una funzione pratica, in quanto evitavano l'ingiallimento delle dita che erano a contatto con la sigaretta e permettevano di filtrare il fumo; oggi possono essere usati per le sigarette a base di trinciato.
Per quanto riguarda le varie possibili lunghezze di questo accessorio, viene utilizzato il termine "lunghezza opera" per indicarle.
I bocchini possono essere visti in film d'epoca come Colazione da Tiffany o in film come Paura e delirio a Las Vegas, nel quale Johnny Depp tiene quasi costantemente in bocca un bocchino; anche l'antagonista del film d'animazione La carica dei cento e uno, Crudelia De Mon, utilizza un bocchino bianco e nero.